# AE Prat
AE Prat is een Spaanse voetbalclub uit El Prat de Llobregat in de regio Catalonië. De club heeft als thuisstadion het Complex Esportiu Municipal Sagnier. AE Prat heeft ook een basketbal- en een volleybalafdeling.

## Geschiedenis
AE Prat werd opgericht op 7 februari 1945. Op 19 maart van dat jaar werd de eerste wedstrijd gespeeld, waarin CF Gavà de tegenstander was. Lange tijd speelde AE Prat in de regionale amateurdivisies, maar in 1984 behaalde de club promotie naar de Tercera División. Na drie seizoenen in deze divisie degradeerde AE Prat in 1987 weer naar de amateurdivisies. In het seizoen 2002/2003 speelde de club wederom in de Tercera División, maar na één seizoen volgde degradatie naar de Primera Divisió Catalana. Van 2005 tot 2007 was AE Prat weer actief op het vierde Spaanse profniveau. Na een seizoen in de Primera Divisió Catalana keerde de club in 2008 weer terug in de Tercera División.  Tijdens het seizoen 2011-2012 werd de ploeg kampioen en dwong langs de play off de promotie af.  Zo speelde de ploeg vanaf het seizoen 2012-2013 voor het eerste maal in haar geschiedenis in de Segunda División B.  Na twee seizoenen op het derde niveau van het Spaanse voetbal volgde echter weer de degradatie.  Na twee seizoenen werd de ploeg tijdens het jaargang 2015-2016 weer kampioen en kon voor de tweede maal de promotie afgedwongen worden.  Maar tijdens seizoen 2016-2017 kon de ploeg echter zijn behoud in Segunda División B niet behouden na een negentiende en voorlaatste plaats in de eindrangschikking.  Zo speelt de ploeg vanaf seizoen 2017-2018 weer in de Tercera División.